# Ouadih Dada
Ouadih Dada, né le 8 février 1981 à Pierrelatte (Auvergne-Rhône-Alpes), est un écrivain et journaliste franco-marocain. Il est connu pour avoir présenté le journal de 20 heures en langue française sur la deuxième chaîne de télévision nationale marocaine 2M.

## Biographie
Ouadih Dada est l’aîné d'une fratrie de 4 enfants, Jamal (disparu le 1er mai 2006), Afafe et Sihame. Tous sont nés à Pierrelatte, en région Auvergne-Rhône-Alpes de parents (Mohamed et Rachida Dada) originaires du village de Bhalil dans la province de Sefrou dans le Moyen Atlas. Ses parents ont émigré dans les années soixante-dix en France, où le chef de famille travaillait dans le secteur de la construction.
Il a effectué son cursus primaire et secondaire dans la ville de Pierrelatte avant de déménager à Avignon pour y poursuivre ses études  supérieures, où il a obtenu une Maîtrise en droit public en 2003. 
En 2003/2004 il est admis en DEA à l'IDEDH à la faculté de droit de Montpellier (Institut de Droit Européen des Droits de l'Homme), dont il sort major de promotion. 
La même année il est admis, sur concours, à l'Ecole de Journalisme de Grenoble où il obtient une Master en Journalisme. 
Pendant ses études il a fait ses premières armes au journal La Provence à Avignon, au Dauphiné Libéré à Grenoble et à Télé Grenoble. 
En mai 2006, il intègre la principale chaîne de télévision marocaine 2M en tant que stagiaire. Quatre mois plus tard, le 25 septembre 2006, il présente son premier journal télévisé, une fonction qu'il occupera jusqu'en 2017, après avoir présenté presque deux mille journaux télévisés. En 2018, il crée et présente le magazine d'information Continentales, consacré à l'actualité africaine. 
Ouadih Dada s'est aussi lancé en 2007 dans l'écriture de plusieurs ouvrages.
En 2025, il annonce quitter 2M, après avoir été suspendu de ses fonctions au sein de la rédaction en octobre 2024,.

## Émissions en tant que présentateur
- 2006-2018 : Présentateur et rédacteur en chef du journal télévisé sur 2M
- 2009-2013 : Présentateur de l’émission économique Éclairages
- 2010-2013 : Fondateur et rédacteur en chef du journal économique Econews
- 2018- : Rédacteur en chef et présentateur du magazine Continentales
- 2008- : Chroniqueur sur Radio 2M

## Œuvres
- Les Notions d'une Nation Lire le résumé
- Dans l'oeil du lion[5],[6] Lire le résumé
- 7080 secondes [7],[8] Lire le résumé
- Imaginez si c'était vrai?![9],[10],[11] Lire le résumé